# Whittier Hotel

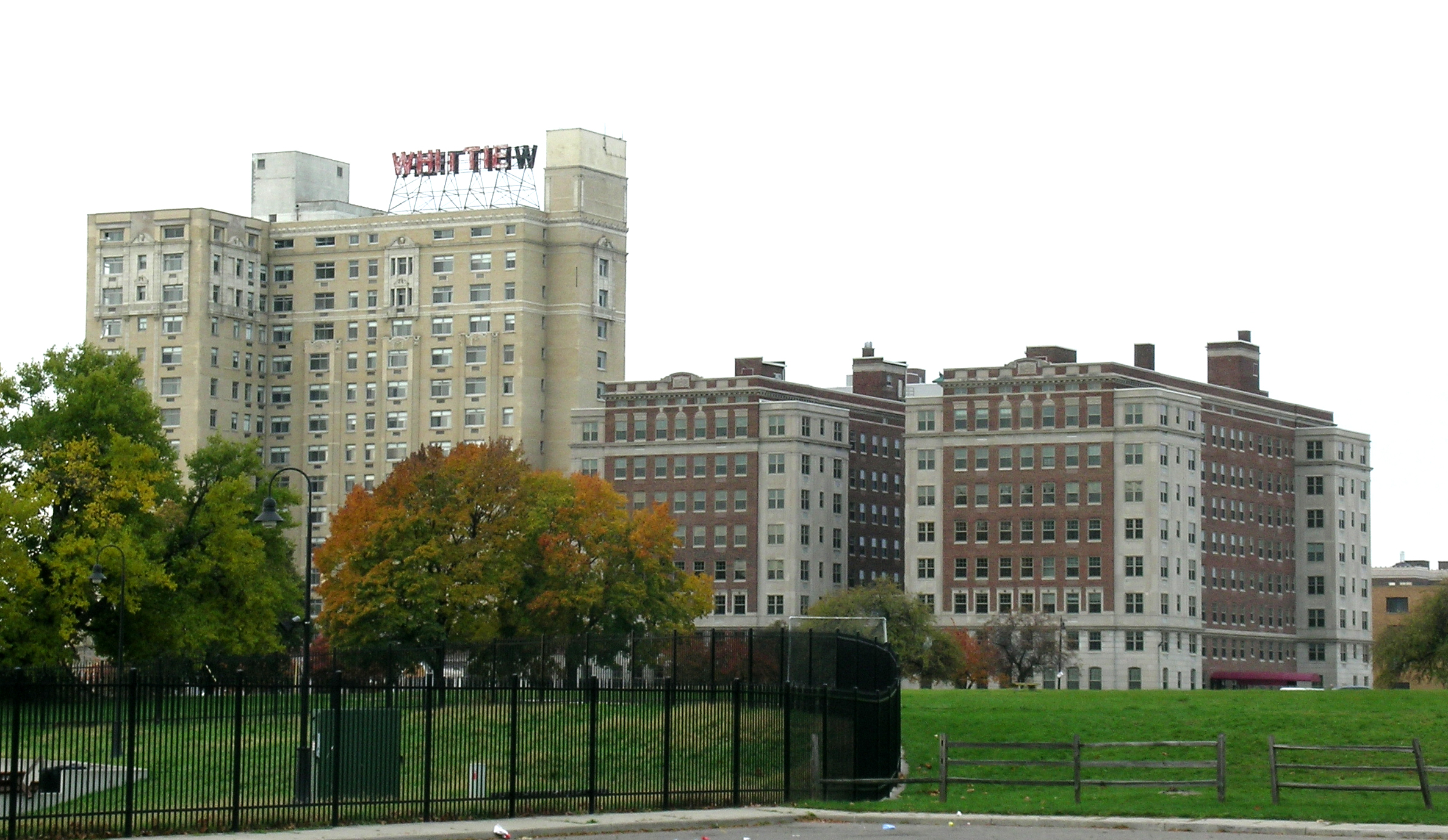
415 Burns Drive, Detroit, Michigan

Das Whittier Hotel ist ein ehemaliges Hotel in 415 Burns Drive in Detroit, Michigan am Ufer des Detroit Rivers. Das Bauwerk ist auch als Whittier Apartments bekannt. Es wurde am 9. Oktober 1985 in das National Register of Historic Places eingetragen.

## Geschichte
Das Whittier Hotel entstand ursprünglich als Apartment-Hotel, das heißt, dass die Bewohner Apartments anmieteten, aber die typischen Dienstleistungen eines Hotels in Anspruch nahmen. Das Whittier wurde zu einer Zeit errichtet, als ein Bevölkerungswachstum aufgrund der Automobilindustrie in Detroit einen erhöhten Bedarf für Unterkünfte schuf. Die Projektierungsfirma wählte einen Bauplatz in der Nähe des Flusses, einem Gebiet, das bis dahin hauptsächlich zum Bau von Häusern der Oberklasse genutzt wurde. Der Bau begann 1921 und dauerte bis 1927.
Über die Jahre hinweg logierten in dem Hotel Personen wie Horace Dodge, Eleanor Roosevelt, Mae West, Frank Sinatra und The Beatles. Während der Prohibition erlangte das Hotel in der Unterwelt Beliebtheit, weil der Zugang zum Fluss und damit nach Kanada einfach war;.
Das Hotel hat die Eigentümer viele Male gewechselt und war bis 2000 oder 2001 in Betrieb, als die letzten Mieter auszogen. Im Juni 2003 wurde das Gebäude durch Phoenix Communities übernommen, die den achtstöckigen Flügel in eine Seniorenwohnanlage umgestaltete, die nun als Whittier Manor bekannt ist. Der fünfzehnstöckige Flügel wird in Mietwohnungen und Eigentumswohnungen umgebaut.

## Beschreibung

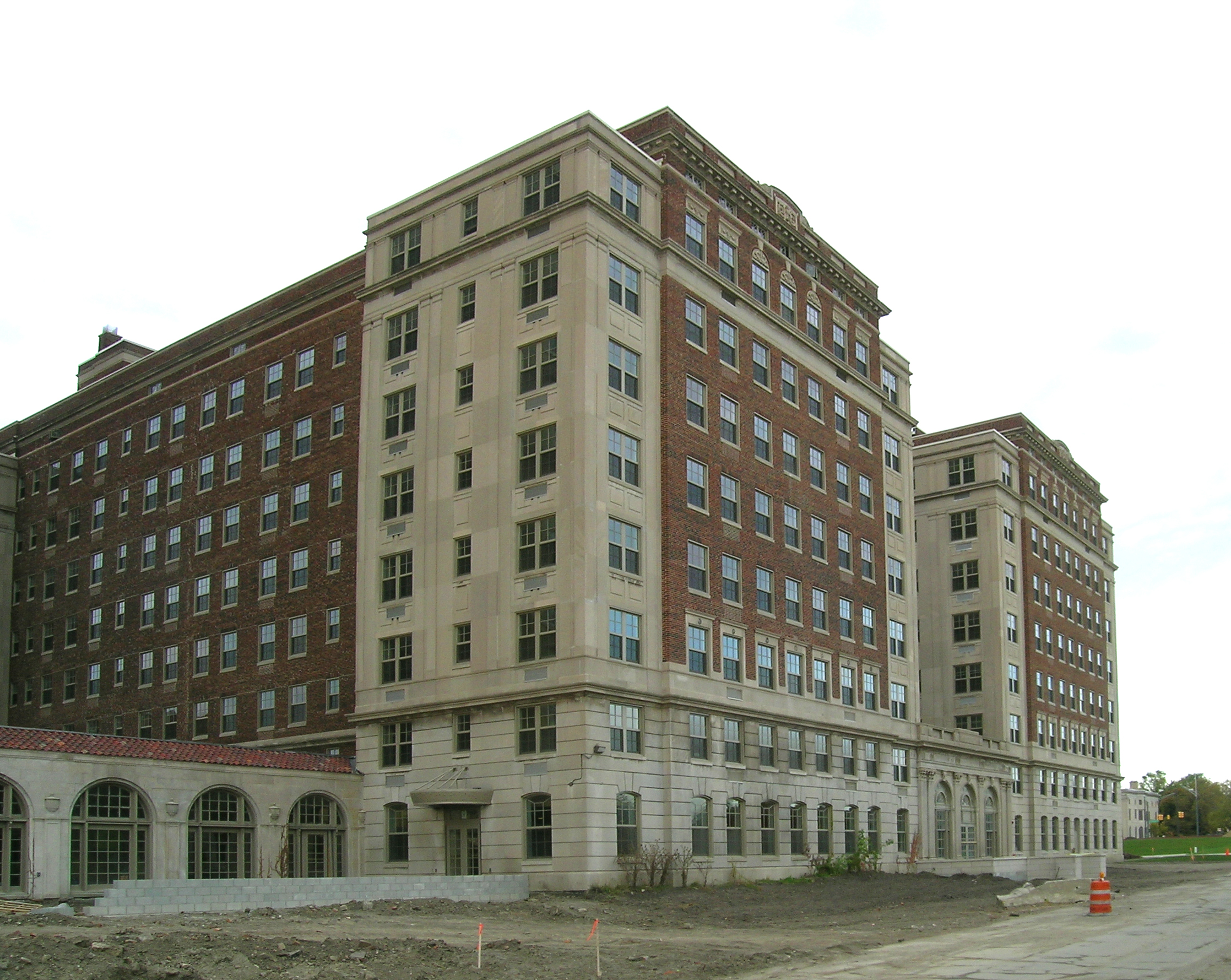
Nordflügel des Whittier Hotels

Das Whittier Hotel wurde von Charles N. Agree designt; es war das erste von mehreren großen Luxushotels, die der Architekt entwarf. Aufgrund des weichen, sumpfigen Untergrundes setzte Agree das Fundament des Hotels auf eine Grundplatte. Der Komplex bestand eigentlich aus zwei getrennten Bauwerken, einem achtstöckigen Gebäude im Norden und einem ausgedehnteren fünfzehnstöckigen Bau im Stil der italienischen Renaissance auf der näher am Fluss liegenden südlichen Seite.

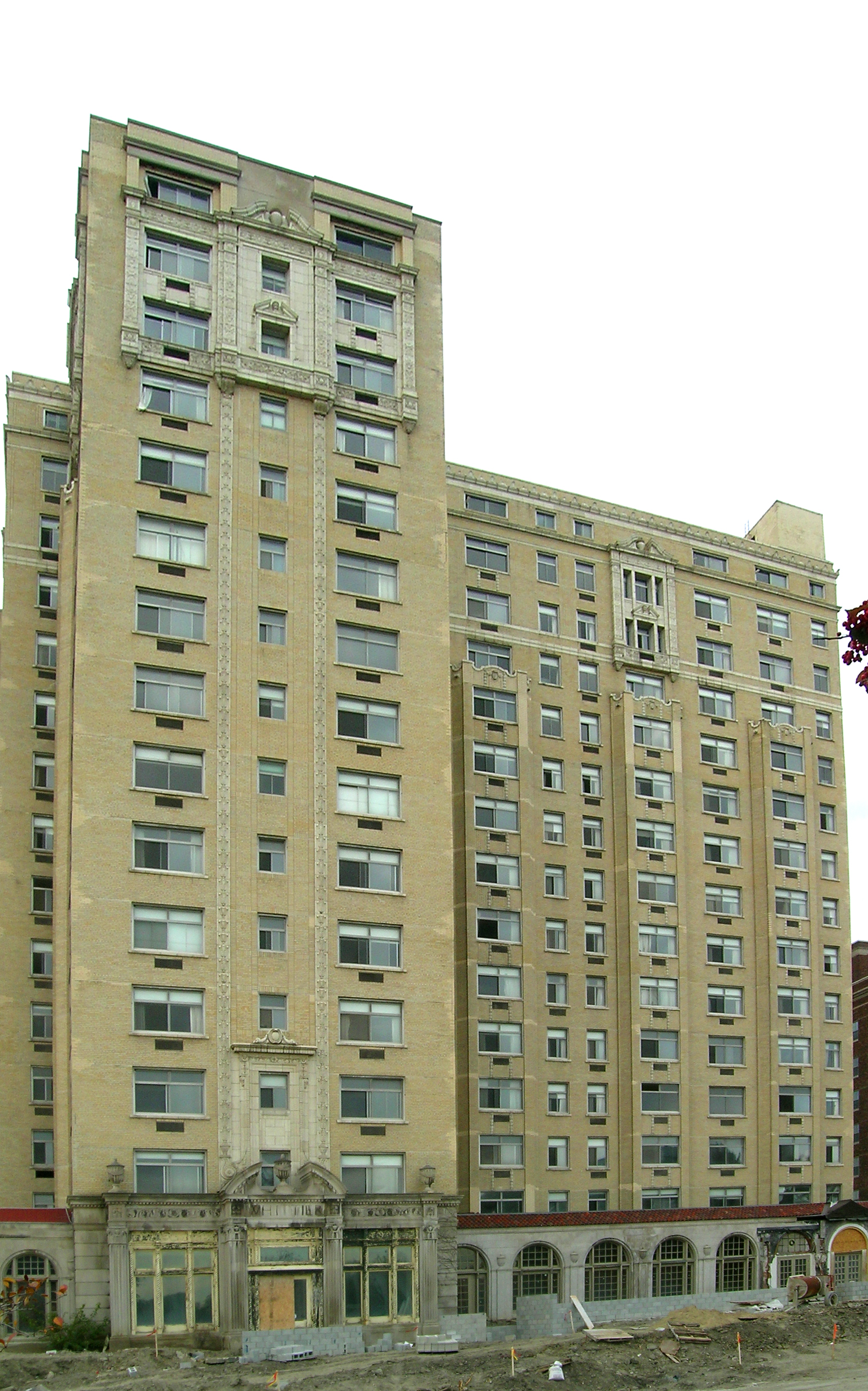
Südflügel des Whittier Hotels

Der Nordflügel ist aus roten Backsteinen gebaut und verfügt über regelmäßig geformte Fenster. Die Fassaden der beiden untersten Stockwerke sind in glatten Steinen ausgeführt und bestehen aus klassischen Arkadenbögen. Ursprünglich umfasste diese Gebäudeteil 184 Wohneinheiten und wurde 1922 vollendet.
Der Südflügel ist aus gelbbraunem Klinker mit Terracotta-Einfassungen an den oberen Stockwerken erbaut. Dieser Gebäudeteil wurden 1926 fertig, ein einstöckiger moderner Eingang wurde später hinzugefügt.